# Ptilinopus roseicapilla
Ptilinopus roseicapilla е вид птица от семейство Гълъбови (Columbidae). Видът е застрашен от изчезване.

## Разпространение
Видът е разпространен в Северни Мариански острови.